# Скрежовка
Скрежовката, още циганска гъба (Cortinarius caperatus), е вид ядлива, базидиева гъба от семейство Cortinariaceae.

## Описание
Шапката ѝ е с диаметър около 5-10 cm, със суха повърхност. Ръбът е първоначално подвид навътре, а по-късно изправен и слабо вълновиден. Пънчето е цилиндрично, плътно и твърдо, задебелено в основата, с размери 7-12 × 1,5-2,5 cm.